# 上松町

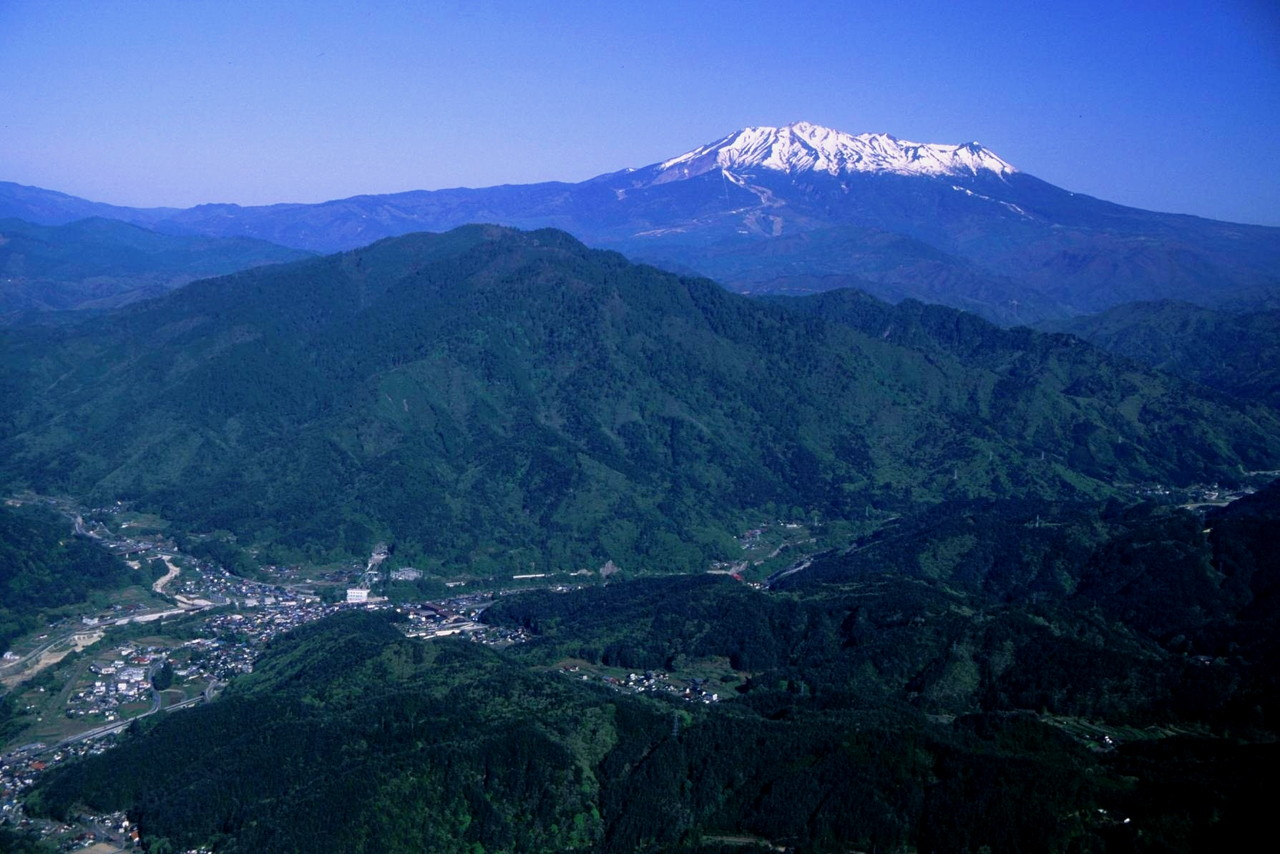
風越山から望む上松町と台ヶ峰・御嶽山

上松町（あげまつまち）は長野県の南西部に位置する木曽郡の町。本項では町制前の名称である駒ヶ根村（こまがねむら）についても述べる。
町の東端には中央アルプスの最高峰である木曽駒ヶ岳がそびえ、町のほぼ中央を木曽川が流れている。日本の森林浴

## 地理
長野県南西部に位置する町。隣接する木曽福島町（現・木曽町）に次ぐ木曽谷2番目の人口を擁す町である。町の東部には切り立った木曽山脈、西部は定高性のあるなだらかな阿寺山地が広がる。森林セラピー基地に認定されている。町の中央を木曽川が縦断しており、寝覚の床に代表される木曽谷有数の景勝美を作り出している。木曽川の河岸段丘が発達しており、複数の段丘面上に集落が形成されている。渓谷の他、日本三大美林の一つとされる赤沢自然休養林は樹齢３百年以上のヒノキ林が特徴で、日本の森林浴発祥の地とされる。

### 山地
主な山
- 風越山
- 木曽駒ヶ岳
- 三ノ沢岳
- 宝剣岳
- 麦草山
- 台ヶ峰
- 西股山
- 加瀬木山

### 河川
主な川
- 木曽川
- 小川
- 滑川

### 人口
| |                                        |  |
| 上松町と全国の年齢別人口分布（2005年） | 上松町の年齢・男女別人口分布（2005年） |  |
| ■紫色 ― 上松町 ■緑色 ― 日本全国 | ■青色 ― 男性 ■赤色 ― 女性              |  |
| 上松町（に相当する地域）の人口の推移 \| 1970年（昭和45年） \| 8,424人 \| \| \| 1975年（昭和50年） \| 8,082人 \| \| \| 1980年（昭和55年） \| 7,654人 \| \| \| 1985年（昭和60年） \| 7,370人 \| \| \| 1990年（平成2年） \| 6,997人 \| \| \| 1995年（平成7年） \| 6,641人 \| \| \| 2000年（平成12年） \| 6,376人 \| \| \| 2005年（平成17年） \| 5,770人 \| \| \| 2010年（平成22年） \| 5,245人 \| \| \| 2015年（平成27年） \| 4,670人 \| \| \| 2020年（令和2年） \| 4,131人 \| \| |                                        |  |
| 総務省統計局 国勢調査より |                                        |  |
| 1970年（昭和45年） | 8,424人                                |  |
| 1975年（昭和50年） | 8,082人                                |  |
| 1980年（昭和55年） | 7,654人                                |  |
| 1985年（昭和60年） | 7,370人                                |  |
| 1990年（平成2年） | 6,997人                                |  |
| 1995年（平成7年） | 6,641人                                |  |
| 2000年（平成12年） | 6,376人                                |  |
| 2005年（平成17年） | 5,770人                                |  |
| 2010年（平成22年） | 5,245人                                |  |
| 2015年（平成27年） | 4,670人                                |  |
| 2020年（令和2年） | 4,131人                                |  |

### 隣接している自治体
長野県
- 駒ヶ根市
- 木曽郡：木曽町
- 木曽郡大桑村
- 木曽郡王滝村
- 上伊那郡：宮田村

## 歴史

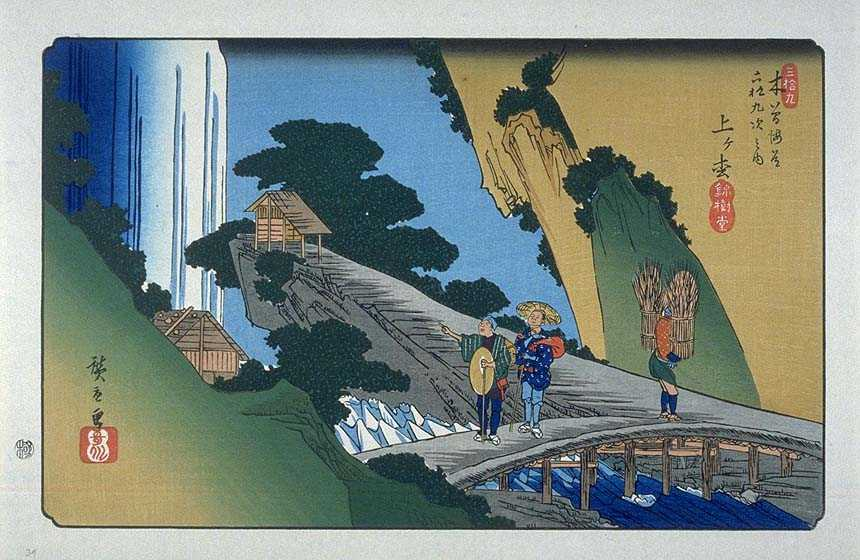
中山道上松宿

- 江戸時代に中山道が整備され、上松宿が設置される。
- 寛文4年(1664年) - 尾張藩が行った林政改革後に木曾材木奉行所が設置された。上松材木役所、上松御陣屋、原畑役所とも呼ばれた。
- 1950年（昭和25年）5月13日 - 町内で火災発生。焼失した約600戸は、当時の町内の約70%に相当する規模[3]。被害が甚大であったこともあり昭和天皇、香淳皇后から長野県に対して御救恤金が贈られた[4]。

### 沿革

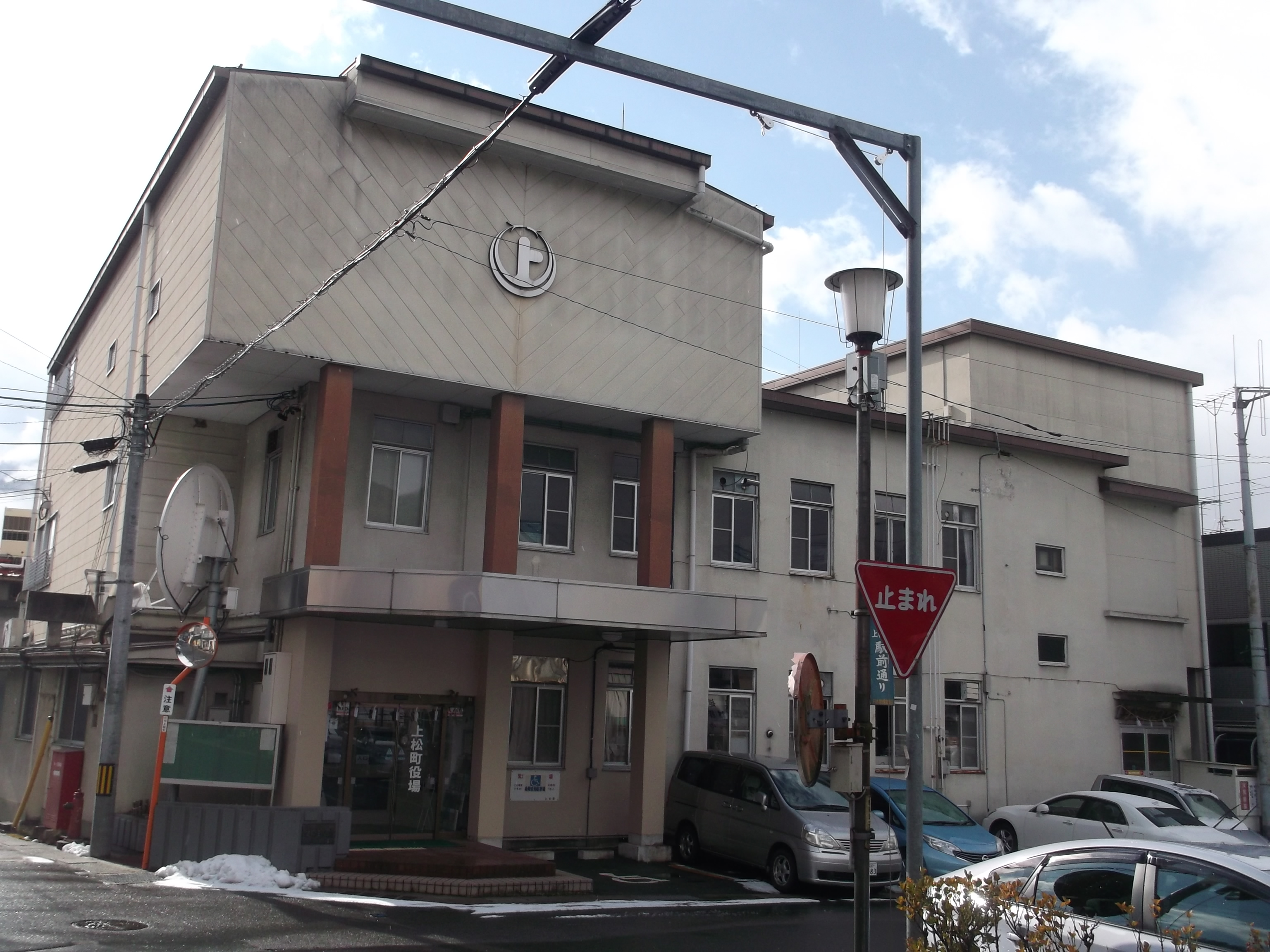
旧上松町役場

- 1889年（明治22年）4月1日 - 町村制の施行により、西筑摩郡小川村、上松村及び荻原村の区域をもって、駒ヶ根村が発足する。
- 1922年（大正11年）9月1日 - 駒ヶ根村が町制施行及び名称を変更して、上松町となる。
- 1968年（昭和43年）5月1日 - 西筑摩郡が名称を変更して木曽郡となる。
- 2021年（令和3年）5月6日 - 役場新庁舎が開庁[5]。

### 変遷表
| 明治元年             | 明治7年 11月7日        | 明治9年 8月21日        | 明治12年 1月4日 郡区町村 編成法施行 | 明治14年 6月18日       | 明治22年 4月1日 町村制施行 | 大正11年 9月1日             | 昭和43年 5月1日 郡名変更 | 現在                 |
| -------------------- | ---------------------- | ---------------------- | ----------------------------------- | ---------------------- | -------------------------- | --------------------------- | ------------------------ | -------------------- |
| 信濃国 筑摩郡 上松村 | 筑摩県 筑摩郡 駒ヶ根村 | 長野県 筑摩郡 駒ヶ根村 | 長野県 西筑摩郡 駒ヶ根村            | 長野県 西筑摩郡 上松村 | 長野県 西筑摩郡 駒ヶ根村   | 町制 長野県 西筑摩郡 上松町 | 長野県 木曽郡 上松町     | 長野県 木曽郡 上松町 |
| 信濃国 筑摩郡 上松村 | 筑摩県 筑摩郡 駒ヶ根村 | 長野県 筑摩郡 駒ヶ根村 | 長野県 西筑摩郡 駒ヶ根村            | 長野県 西筑摩郡 小川村 | 長野県 西筑摩郡 駒ヶ根村   | 町制 長野県 西筑摩郡 上松町 | 長野県 木曽郡 上松町     | 長野県 木曽郡 上松町 |
| 信濃国 筑摩郡 荻原村 | 筑摩県 筑摩郡 駒ヶ根村 | 長野県 筑摩郡 駒ヶ根村 | 長野県 西筑摩郡 駒ヶ根村            | 長野県 西筑摩郡 荻原村 | 長野県 西筑摩郡 駒ヶ根村   | 町制 長野県 西筑摩郡 上松町 | 長野県 木曽郡 上松町     | 長野県 木曽郡 上松町 |

## 政治

### 行政
町長
- 大屋 誠（おおや まこと）（2017年4月5日就任、2期目）

町議会
- 議員定数：10人（任期：2027年4月30日まで）
- 議長：永井 嘉男（ながい よしお）

### 所轄広域連合
- 木曽広域連合

## 施設

### 農林水産省
林野庁
- 中部森林管理局木曽森林管理署
  - 駒ヶ岳森林事務所
  - 神宮備林

### 警察
- 長野県木曽警察署
  - 上松町交番

### 消防
本部
- 木曽広域消防本部が管轄している。

### 公民館
- 上松町公民館

## 姉妹都市･提携都市

### 国内
友好都市
- 豊明市（愛知県）
2002年（平成14年）11月12日 友好都市提携

## 経済

### 産業
主に林業が盛んである。
- 木曽官材市売協同組合

### 工業
- 上松電子 本社工場
- 西野機械工業株式会社

### 郵便

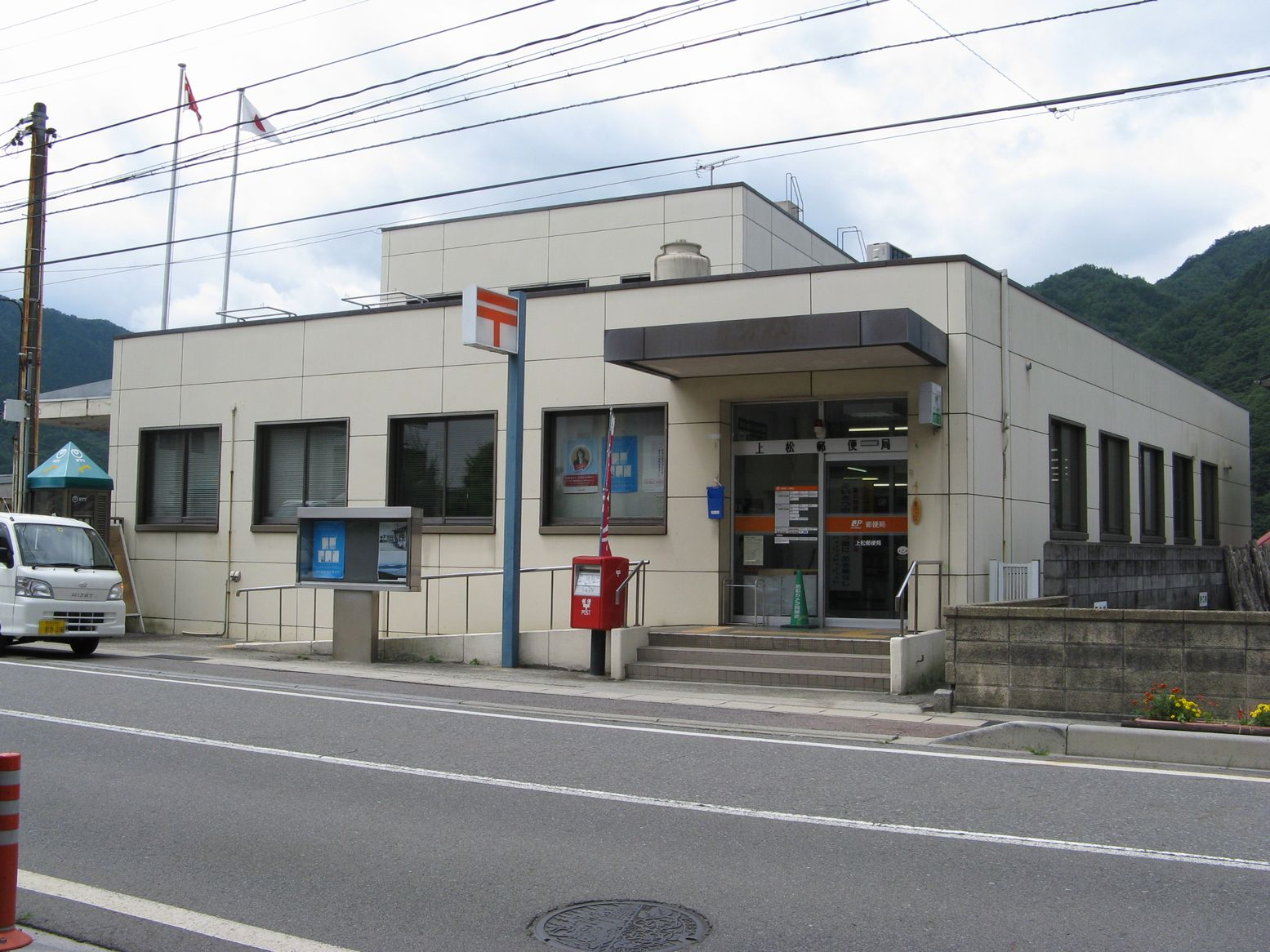
日本郵便上松郵便局

日本郵便の主な郵便局
- 上松郵便局
- 荻原簡易郵便局
- 寝覚簡易郵便局

## マスメディア

### 中継局
- 上松中継局

## 教育

### 中学校
町立
- 上松町立上松中学校

### 小学校
町立
- 上松町立上松小学校

### 保育園
- 上松保育園

### 職業能力開発校
県立
- 長野県上松技術専門校

### 研究施設
- 名古屋大学 太陽地球環境研究所 木曽観測所
- 東京大学木曽観測所（木曽町・王滝村にもまたがる）

## 交通

### 鉄道
中心となる駅：上松駅
東海旅客鉄道（JR東海）

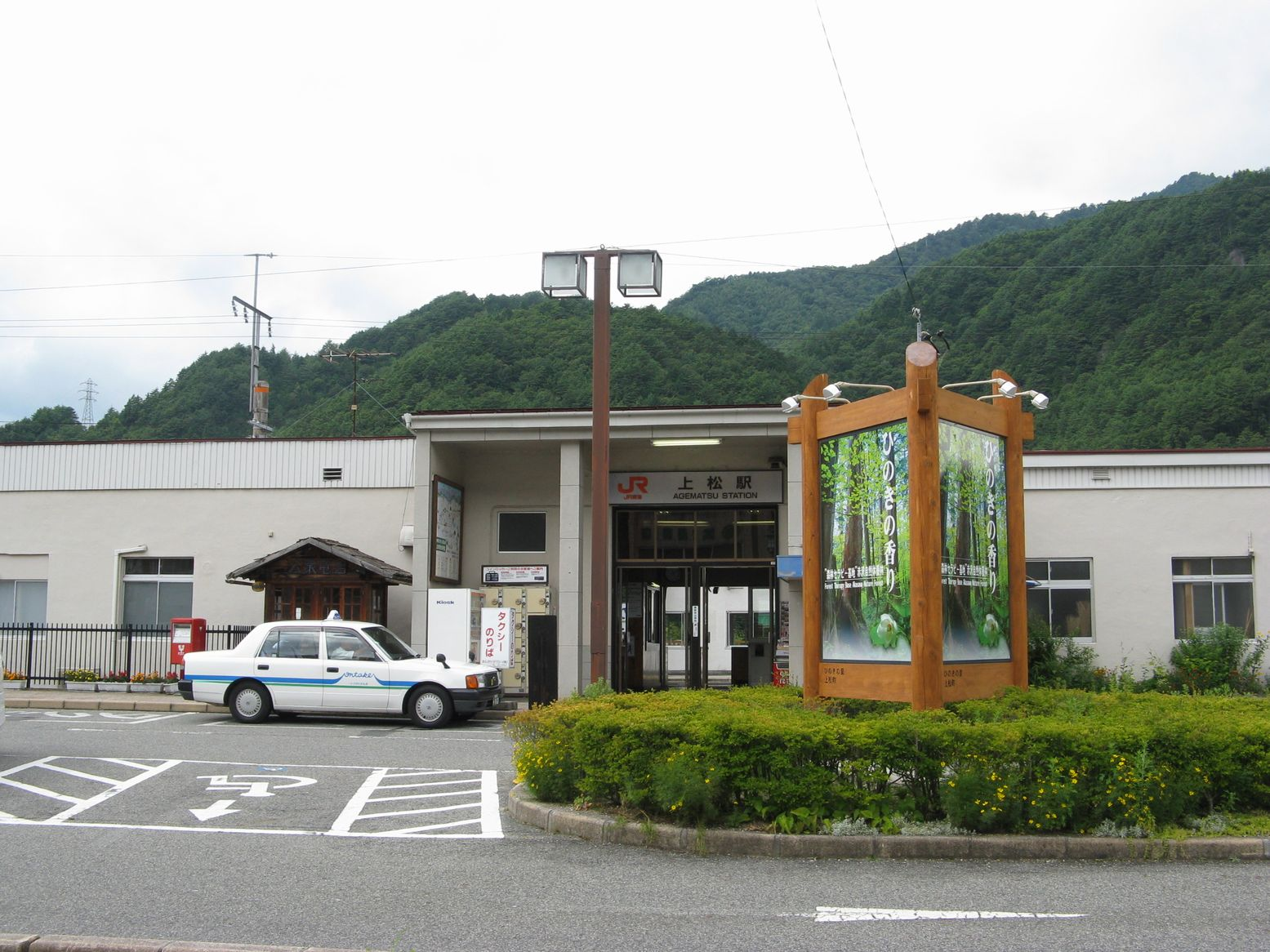
上松駅

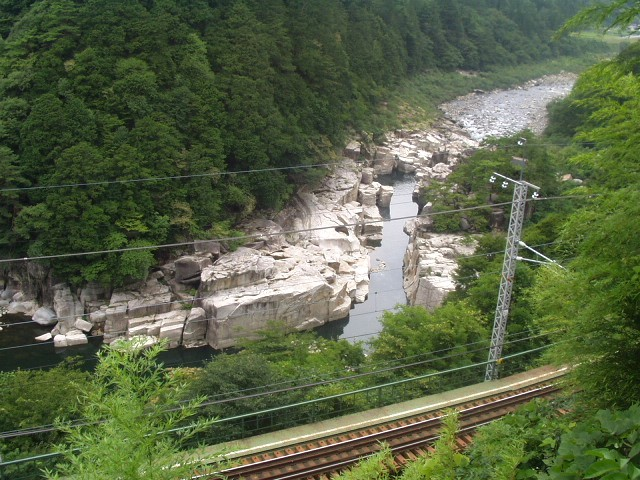
木曽川・寝覚の床とJR中央本線

- ■中央本線：- 上松駅 - 倉本駅 -

かつて別に木曽森林鉄道があり、1975年その王滝線が廃止されたが、使われていたディーゼル機関車が残っていたが、現在、赤沢自然休養林を走り、観光客が乗ること自体を娯楽として楽しむ赤沢森林鉄道として運行されている。

### バス
路線バス
- 上松町地域振興バス

### 道路
国道
- 国道19号（上松バイパス）

県道
- 長野県道473号
- 長野県道508号

## 観光

### 名所･旧跡
宿場町
- 中山道 上松宿

### 寺院
- 臨川寺
- 玉林院

### 主な神社
- 熊野神社
- 駒ケ岳神社
- 諏訪神社
- 津島神社
- 中尾神社
- 姫宮神社
- 大宮神社

### 観光スポット
自然
- 寝覚の床
- 赤沢自然休養林
  - かおり風景100選：赤沢自然休養林の木曽ヒノキ

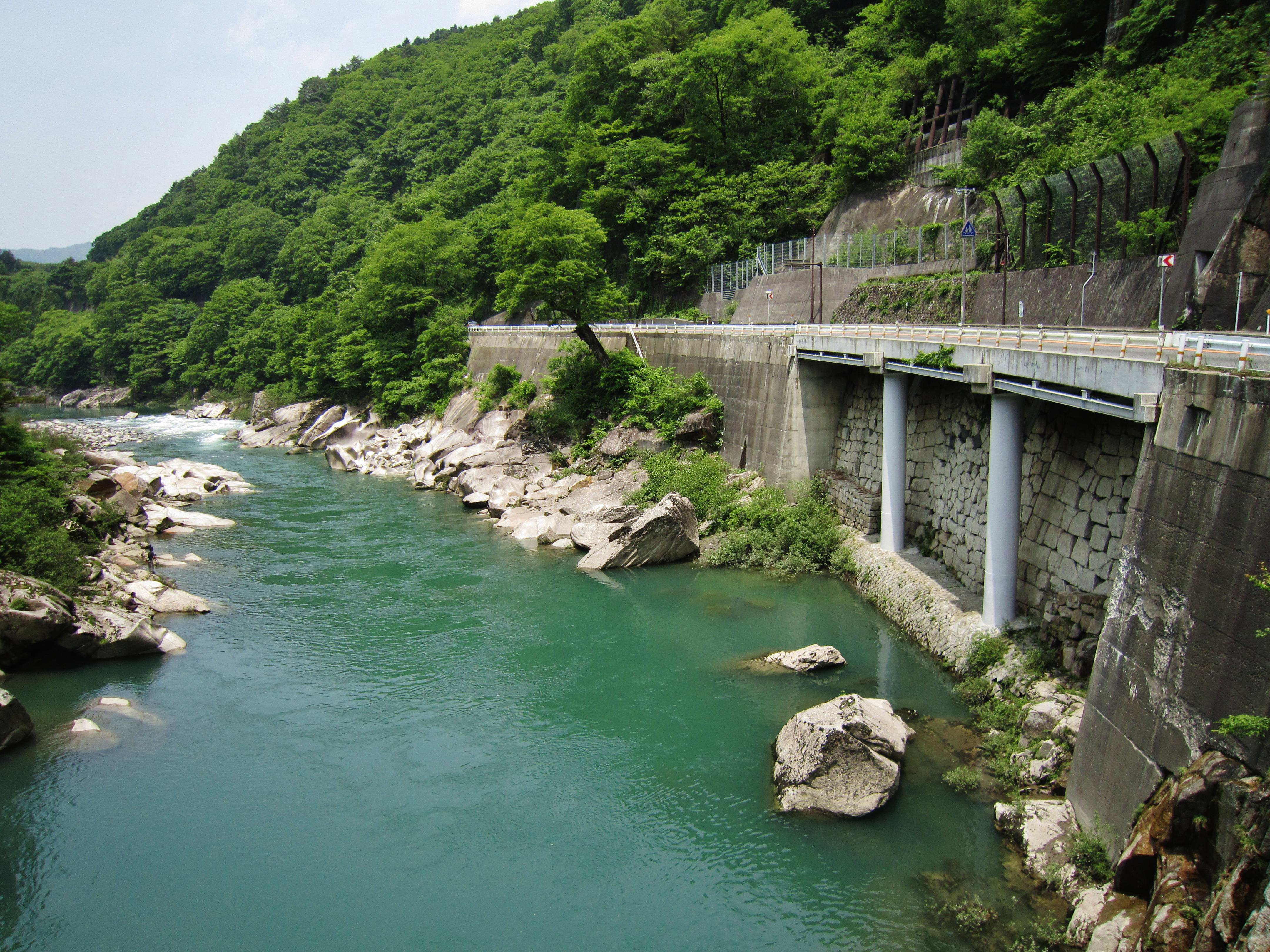
木曽の棧

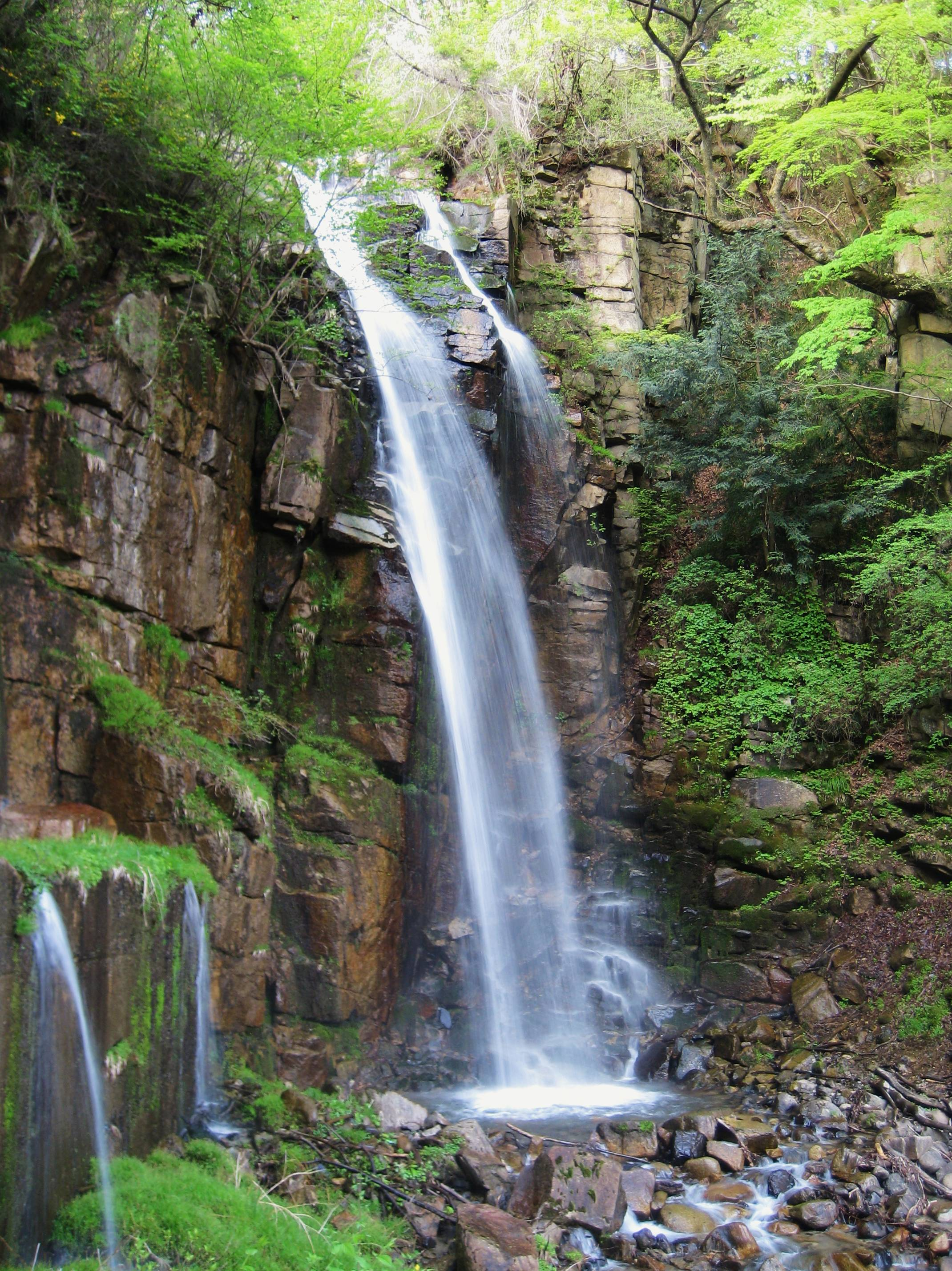
小野の滝

  - 赤沢森林鉄道
- 木曽の桟

- 小野の滝

- 奇美世滝

公園
- 天狗山公園

文化施設
- 木曽路美術館

その他
- アルプス山荘
- 才児牧場

## 舞台にした作品

### 映画
- トラック野郎・熱風5000キロ（1979年、東映）
- 火天の城（2009年、東映） - 築城の主要柱を調達する舞台となった。

## 出身有名人
- 鷹龍 - 元大相撲力士（花籠部屋） = 平成18年夏場所を最後に引退。最高位三段目37枚目。
- 藤岡牧夫 - 絵本作家、イラストレーター＝代表作品「笹舟のカヌー」野田知佑との絵本。
- 今井昌太 - 元プロサッカー選手。
- 三田尚希 - 現役プロサッカー選手。
- 佐藤弘 - 元日油工業社長 = JAXAの探査機はやぶさで火工技術開発に携わる。
- 星野雅良 - 作家 = (社)日本作家クラブ会員、元学習研究社常務取締役編集局長。既刊著書、「信州・木曽路へ－デジカメ紀行」、「秘境 奥木曽の秘仏と野の仏たち」「木曽 よみがえる水源郷」、「山人綺譚」他。
- 御嶽海久司 - 本名・大道久司。出羽海部屋。2014年、全国学生相撲選手権・ならびに全日本相撲選手権を連覇（現行制度で史上3人目）。2015年3月の大阪場所において幕下10枚目格付出で初土俵。2018年7月の名古屋場所で長野県出身力士としては初の幕内最高優勝。2019年9月の秋場所で2度目の幕内最高優勝。2022年1月の初場所で3度目の幕内最高優勝を果たすとともに、場所後、大関昇進が決まった。
- Eita - 本名・小林 瑛太。プロレスリング・ノア所属のプロレスラー

## キャラクター
- 上松太郎 - 愛称は「太郎ちゃん」。寝覚の床に残される浦島伝説をモデルとして、住民公募によりデザインされたキャラクター。
- 赤沢美林 - 愛称は「美林ちゃん」。上松太郎の相方として、浦島伝説の乙姫様をモデルにデザインされたキャラクター。
- ほおちゃん - 木曽地域の初夏の名産「朴葉巻き」の精としてデザインされ、寝覚の床ほお葉祭りでデビュー。初夏の朴葉巻きのシーズンにしか現れないとされる。